# Hôtel d'Osmont
L'hôtel d'Osmont est un hôtel particulier situé dans le 2e arrondissement de Paris.

## Histoire
L'hôtel fut conçu et édifié en 1748/1749 par Jean Jacques Osmont, écuyer, conseiller secrétaire du roi près le parlement de Flandres, propriétaire d'une vingtaine de maisons de rapport dans le quartier Montorgueil, fils cadet de Jean Osmont, seigneur d'Amilly et du Tillet, fermier général des carrosses et messageries royales de France desservant la Normandie, la Picardie, les Flandres et Paris. Il légua son hôtel de la rue Saint Sauveur en 1770 à son neveu, Messire Marc Juvénal Osmont (1734-1813), écuyer, seigneur de Villarceaux, d'Amilly et du Tillet, avocat au parlement de Paris, Président Trésorier de France de la Généralité de Paris, Général des Finances et Grand Voyer en la Généralité de Paris.
Les façades et les toitures, ainsi que l'escalier intérieur ont été inscrits au titre des monuments historiques par arrêté du 17 octobre 1996.